# 馬渡伸弥
馬渡 伸弥（まわたり しんや、1994年6月25日 - ）は、東京都出身の自転車ロードレース選手である。

## 概要
中学生の頃に自宅近くの多摩湖自転車道をロードバイクで早く走る人達を見て「自分もロードバイクに乗りたい」と思ったのがプロロードレーサーを目指すきっかけだった。高校の頃にはプロを志望していたが、実績もなかったので、すぐにはプロにはなれないと考え、鹿屋体育大学へ進学し、体育学部で競技に活かせる運動生理学や栄養学を学びながら自転車競技部に所属し4年間過ごした。
プロ1年目は、チームのアシストをしながらメンバーの走りを見て学んでいる。全日本選手権で優勝できる選手になるのが次なる目標。
クライマーとして、平坦なコースより短いアップダウンを繰り返すコースを得意としている。

## 来歴
2012年
- 昭和第一学園高等学校から鹿屋体育大学へ進学[1]

2014年
- インカレロード 3位[1]

2015年
- 学生選手権個人ロード 14 位[2][1]

2016年
- インカレロード 5位[1]
- 第1回アジア大学選手権ロードレースに大学チームとして出場[1][3]

2017年
- 鹿屋体育大学卒業[1]
- 宇都宮ブリッツェンに加入。
- 7月2日 Jプロツアー第8戦「西日本ロードクラシック 広島大会 Day-2」3位[4][1]

2019年
- ヴィクトワール広島に移籍[5]
- 10月25日 今季で退団し来季はプロ登録をせず、事実上プロ引退を表明[6]

2020年
- 群馬グリフィン・レーシングチームに加入、プロではなく仕事をしながらホビーレーサーとして走る[7]。

2021年
- 前年に続き群馬グリフィン・レーシングチーム所属[8]